# مكتب على السين (مذكرات)
مكتب على السين، هي مذكرات أصدرها الناقد والروائي السعودي، معجب الزهراني، عام 2022 عن دار المركز الثقافي للكتاب في الدار البيضاء، في 287 صفحة من القطع المتوسطة، توثق تجربة عمله مديراً عاماً لمعهد العالم العربي في باريس خلال الفترة بين سبتمبر 2016 وحتى مارس 2020.

## نبذة عن الكتاب
يقدم معجب الزهراني في مذكراته نصيحته إلى "أي مديرعام جديد" مفادها "إما أن تمتلك رؤيتك الخاصة ومشروعك الخاص أو فستكون تابعاً لآخرين"، وفيها يحكي الزهراني صدامات الأيام الأولى مع جاك لانغ، الوزير الفرنسي المخضرم رئيس معهد العالم العربي بباريس، ومرحلة تمنع قيادات في المعهد من التعاون مع المدير الجديد القادم من السعودية، إحدى أهم الدول المساهمة في ميزانية المعهد مع باريس، التي أعقبت تعامل الرئيس المخضرم للمعهد مع المشرح السعودي لإدارة المعهد بـ"مكر".
كما يتناول الزهراني فصولاً من عمل المعهد ومضاعفة التعاون العربي الفرنسي في عهده، ومواقف زملائه في المعهد من جميع الجنسيات، وأخذ في الكتاب شهادة نقدية عن المعهد، ليس من المعتاد أن تجري على لسان شخص نبوأ منصب المدير العام للمعهد الذي تأسس في ثمانينات القرن الماضي، ويؤكد الزهراني على أهمية استمرار المعهد واستمرار دعمه ليؤدي رسالته المهمة في مد جسور التواصل الثقافي بين فرنسا والعالم العربي.
وعرج في مذكراته على أكثر من مشروع، في مقدمتها "مئة كتاب وكتاب"، بحيث اختارت لجان علمية في باريس والرياض مئة شخصية، بينها ستون من كبار الفرنكفونية وأربعون من المستعربين الفرنسيين للتعريف بها في موسوعة صادرة بالفرنسية  بالشراكة مع جائزة الملك فيصل الدولية.
ورغم انتهائه من كتابة مذكراته قبيل مغادرته المعهد، إلا أن الزهراني فضّل تأجيل إخراج الكتاب في ظل وجوده على رأس وظيفته "لأنه سيخرجني أخلاقياً ووظيفياً، فآثرت توديعهم بالكتاب لأن فيه جانبا نقديا".